# 合欢
合欢（学名：Albizia julibrissin），又名绒球花、马缨花和考试花是豆科的一个树种，原产于亚洲西南部和亚洲东部。
合欢原产于中国，性耐寒、耐热、耐干燥，生长迅速，枝条每年可以生长一米以上。初夏开花，花期较长，因此是非常好的行道树和园林绿化树，已经引种到北温带的很多各国。最早罗马人以为蚕丝制品产于这种树上，所以称其为“丝树”，至今西方许多种语言中将其称为丝树。合欢树木材结构较细，也可用于制造家具，但易开裂，需经过适当处理。
合欢花在中国古代诗歌和绘画中也经常出现，以象征爱情，《聊斋志异》中也有“门前一树马缨花”的诗句。

## 醫藥用途
合欢花可作为药用。性平，味甘。可安神解鬱，用于心神不安，忧郁失眠。，也可舒肝行氣、悅心安神。適用於治療情志不遂、忿怒抑鬱引起的煩燥不寧，失眠多夢。他能使五臟安和，心志歡悅。

## 圖集

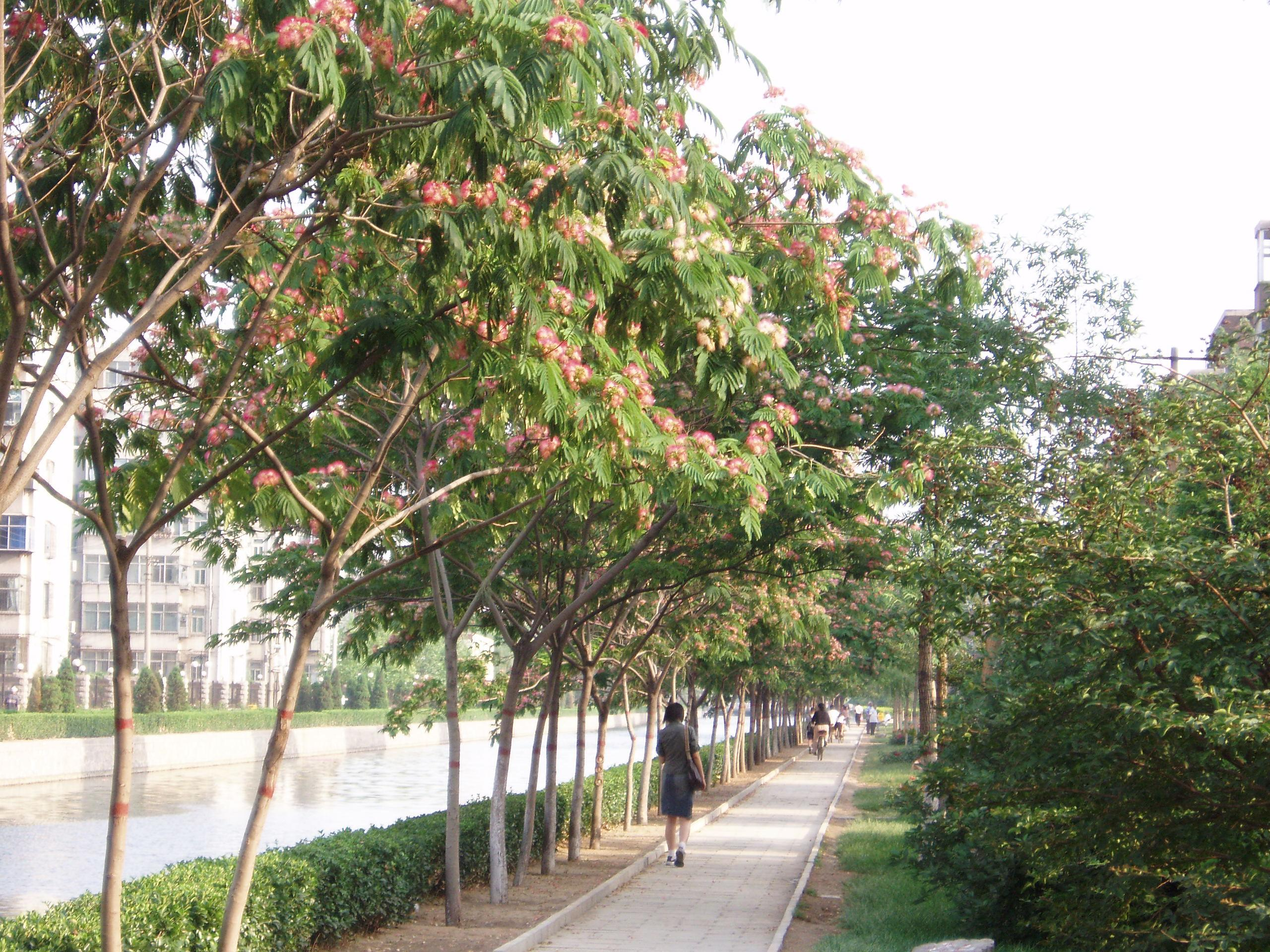
作為行道樹的合歡樹
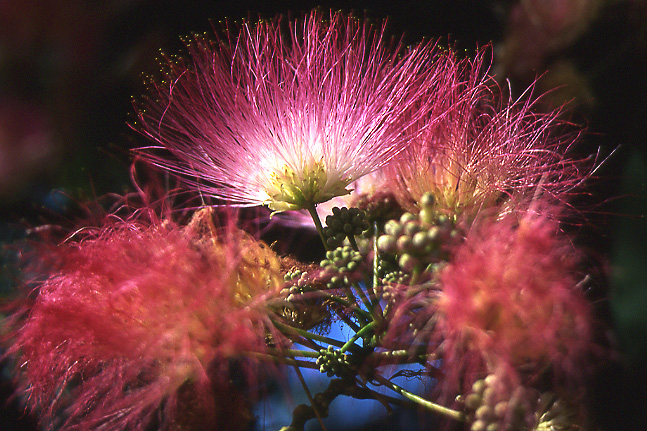
矮合欢
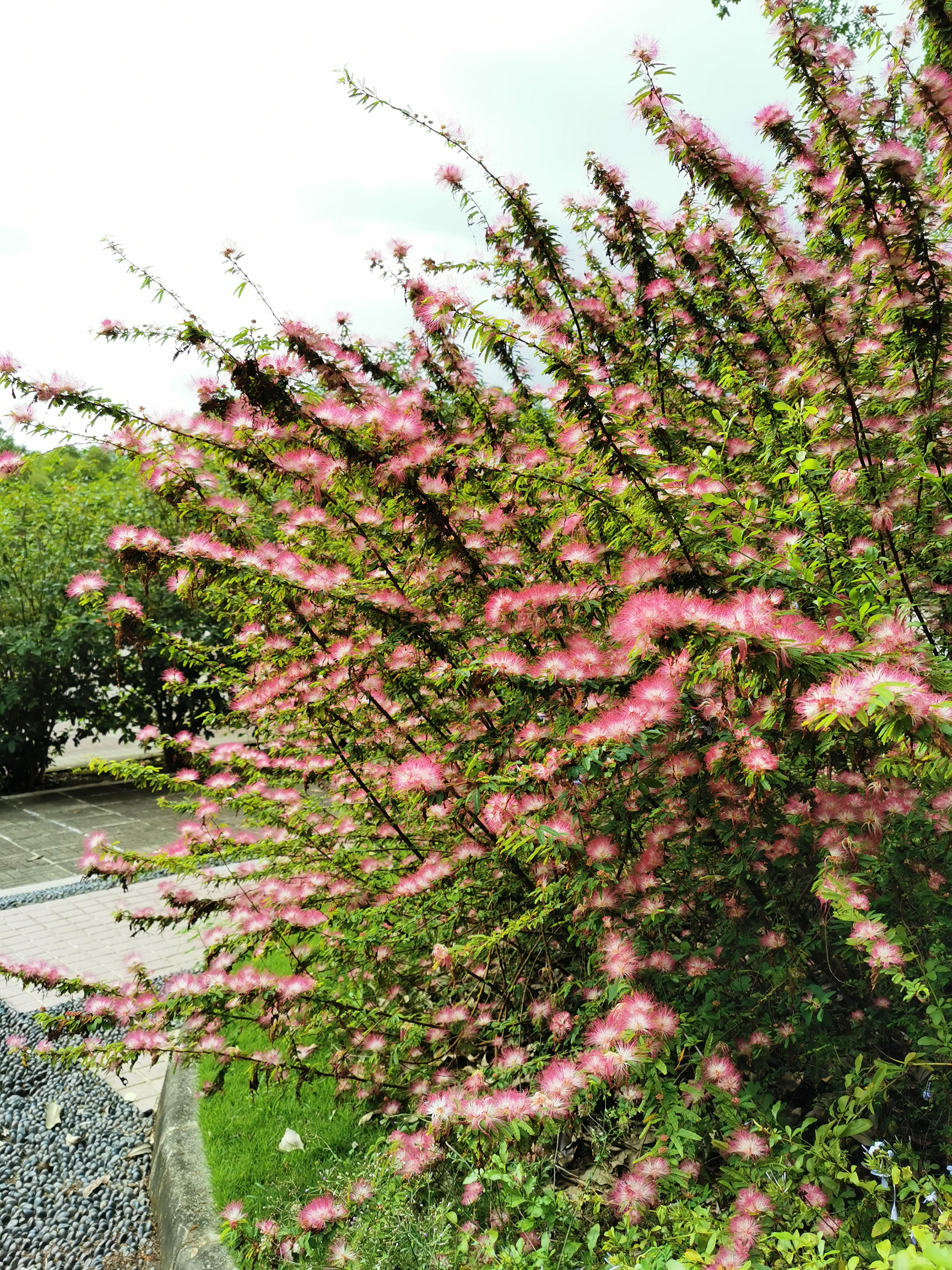
合歡樹開花
合歡樹開花

## 延伸阅读
[在维基数据编辑]
 《欽定古今圖書集成·博物彙編·草木典·合歡部》，出自陈梦雷《古今圖書集成》
 《植物名實圖考·合歡》，出自吳其濬《植物名實圖考》

## 外部連結
- 合歡 Hehuan（页面存档备份，存于） 藥用植物圖像數據庫（香港浸會大學中醫藥學院）（中文）（英文）
- 合歡花 中藥材圖像數據庫  (香港浸會大學中醫藥學院) （中文）（英文）
- 合歡皮 He Huan Pi（页面存档备份，存于） 中藥標本數據庫 (香港浸會大學中醫藥學院) （繁體中文）（英文）
- 合歡花 He Huan Hua（页面存档备份，存于） 中藥標本數據庫 (香港浸會大學中醫藥學院) （繁體中文）（英文）
- 苦參查爾酮 Kuraridin（页面存档备份，存于） 中草藥化學圖像數據庫 (香港浸會大學中醫藥學院) （中文）（英文）
- （繁體中文）
- 中国数字植物标本馆中的相关内容：合欢（简体中文）
- 維基物種上的相關：合歡

1. ↑  . Gardens.co.nz.   [2014-04-18]. （原始内容存档于2013-02-08）.